# Liste des comtes de Metz
En 870, le traité de Meerssen fait entrer le comté de Metz dans le domaine de Louis le Germanique.
Il y a eu à Metz deux sortes de comtes :
- les comtes royaux ainsi nommés parce qu’ils étaient investis par le roi des Francs, puis le roi de Germanie[2].
- les comtes palatins nommés par les évêques de Metz pour gérer leurs affaires ; ils exercent en même temps que les comtes royaux.

- au XIe siècle, l’influence de l’empereur germanique, héritier des rois de Germanie, s'éloigne, les comtes royaux deviennent ducs de Lorraine alors que les évêques, résidant sur place, concentrent de plus en plus en leurs mains le pouvoir temporel dont ils delèguent l'exercice à leurs comtes palatins ; ceux-ci deviennent des comtes épiscopaux.

## Comtes royaux
- ???-841 : Adalbert, missus dominicus de Louis le Pieux, tué le 18 mai 841 pendant une bataille après avoir passé le Rhin à la demande de Lothaire[3].
- 842-862 : Bivin de Gorze, abbé de Gorze, aurait été comte de Metz.
- ???-890 : Adalhard IV[4] († 890), fils d’Adalard le Sénéchal, lui-même fils de Leuthard Ier de Fézensac, comte de Paris et petit-fils du comte Gérard Ier de Paris.
- ???-910 : Gérard Ier[5] († 910), fils du précédent. Marié à Oda de Saxe, veuve de Zwentibold, roi de Lotharingie.
- 926-930 : Matfried Ier († 930), frère du précédent, marié à Lantsint.
- 930-944 : Adalbert Ier († 944), fils du précédent, marié à Luitgarde, fille de Wigéric de Bidgau; Luitgarde aurait épousé[6], en secondes noces, Eberhard IV, comte du Nordgau.
- 944-963 : Gérard II, petit-fils de Gérard Ier, fils de Godefroid de Jülichgau, et d’Ermentrude[7].
- 963-982 : Richard, ou Gérard, possibles fils de Gérard II[8].
- 982-1022 : Gérard III († 1021/1033), fils du précédent, marié à Éva, fille de Sigefroid, comte de Luxembourg.

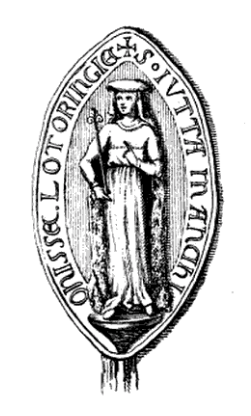
Sceau de la comtesse Judith d'Oehningen

- Sceau de la comtesse Judith d'Oehningen1022-1033 : Adalbert II († 1037 ou après), frère du précédent, marié vers 979 à Judith, peut-être d'Oehningen.
- 1033-1045 : Gérard IV de Bouzonville († 1045), fils du précédent, marié à Gisèle.
- 1045-1048 : Adalbert d'Alsace, Adalbert III de Metz († 1048), fils du précédent. Il devient duc de Lorraine en 1047. Il est assassiné, en 1048, par Godefroid II de Basse-Lotharingie, dit le Barbu.
- 1048-1070 : Gérard d'Alsace, Gérard V de Metz († 1070), frère du précédent. Il devient également Gérard, duc de Lorraine à la mort de son frère, en 1048, nommé par l'empereur Henri III.

Au fil du temps, le pouvoir temporel du comté de Metz passe de plus en plus à l’évêque de Metz.

## Comtes palatins
- 982-995 : Folmar Ier de Bliesgau († 995), comte de Lunéville et de Metz.
- 995-1026 : Folmar II († 1026 ou après), fils du précédent, marié à Gerberge, fille probable de Godefroid Ier, dit le Captif, comte de Verdun et de Mathilde de Saxe, fille d'Hermann Ier, duc de Saxe.
- 1029-1056 : Godefroy († 1056), fils du précédent, marié à Judith.
- 1056-1075 : Folmar III († 1075), fils du précédent, marié à Swanehilde.

## Comtes épiscopaux
- 1075-1111 : Folmar IV († 1111), fils du précédent.
- 1111-1145 : Folmar V († 1145), comte de Metz et de Hombourg, fils du précédent, marié à Mathilde[9], fille d’Albert Ier de Dabo (Dagsburg en allemand), comte d’Eguisheim, de Dabo, de Moha et en Nordgau.
- 1145-1159 : Hugues Ier († 1159), fils du précédent, comte de Hombourg en 1147 et comte de Metz en 1157.
- 1145-1171 : Folmar VI († 1171), frère du précédent. À sa mort sans héritier direct, l’évêque donne le comté de Metz à la famille des comtes de Dabo-Moha. Le nouveau comte est cousin germain du précédent comte, car il est petit-fils d’Albert Ier de Moha, le grand père maternel d'Hugues Ier.
- 1171-1178 : Hugues II († 1178), également comte d’Eguisheim, de Dabo (Hugues X), fils d’Hugues IX, comte d'Eguisheim, de Dabo et de Moha. Marié à Luitgarde de Sulzbach (Bavière), veuve de Godefroid II de Louvain, comte de Louvain, landgrave de Brabant, marquis d'Anvers et duc de Basse-Lotharingie.
- 1178-1212 : Albert II de Dabo-Moha († 1212), fils du précédent. Marié à Gertrude de Bade († 1225).
- 1212-1225 : Gertrude de Dabo († 1225), fille du précédent. Mariée en premières noces en 1206 à Thiébaud Ier († 1219), duc de Lorraine. Mariée en secondes noces en 1220 à Thibaut IV, comte de Champagne (annulation du mariage en 1222). Mariée en troisièmes noces à Simon de Sarrebruck. À la mort de Gertrude, l’évêque de Metz, Jean Ier d’Apremont, rattache le comté au domaine épiscopal.